# Sarrat
Sarrat est une municipalité de la province d'Ilocos Norte, aux Philippines.
C'est la ville de naissance du président des Philippines Ferdinand Marcos.